# Accele Brid
Accele Brid (Japans: アクセルブリッド) is een computerspel dat werd ontwikkeld door Genki en uitgegeven door Tomy. Het spel kwam in 1993 uit voor de Super Nintendo Entertainment System. Het spel is een driedimensionaal racespel waarbij robotstrijders tegen elkaar racen door pijpleidingen. De speler kan deze robotstrijders laten schieten en met hun armen laten meppen. Onderweg kunnen bonussen en upgrades verzameld worden zodat de strijders sterker worden gedurende het spel qua bewapening en beschermende pantsering.